# M/Y Valkyrian
M/Y Valkyrian är en fritidsmotorbåt från 1910, som ritades av Carl Gustaf Pettersson.
M/Y Valkyrian byggdes i hondurasmahogny efter C.G. Petterssons ritning nr 192, och för Petterssons räkning, av Nymans Verkstäder i Uppsala 1910. Hon ställdes ut på båtmässan i Kiel i Tyskland samma år och fick där årets skönhetspris. När hon sjösattes våren 1911, var hon försedd med en Penta-motor på 14 hästkrafter. Den förste ägaren Torsten Kroplien gav henne namnet Valkyrian med hänvisning till sin fru Matilda Karolina Vilhelmina Keyser (1875–1948), som var operasångerska.
Valkyrian ägdes av Torsten Kroplien 1911–1912, och har därefter ägts av medlemmar av familjen Sundeman.
Hon k-märktes 2009 av Sjöhistoriska museet i Stockholm.

## Bildgalleri

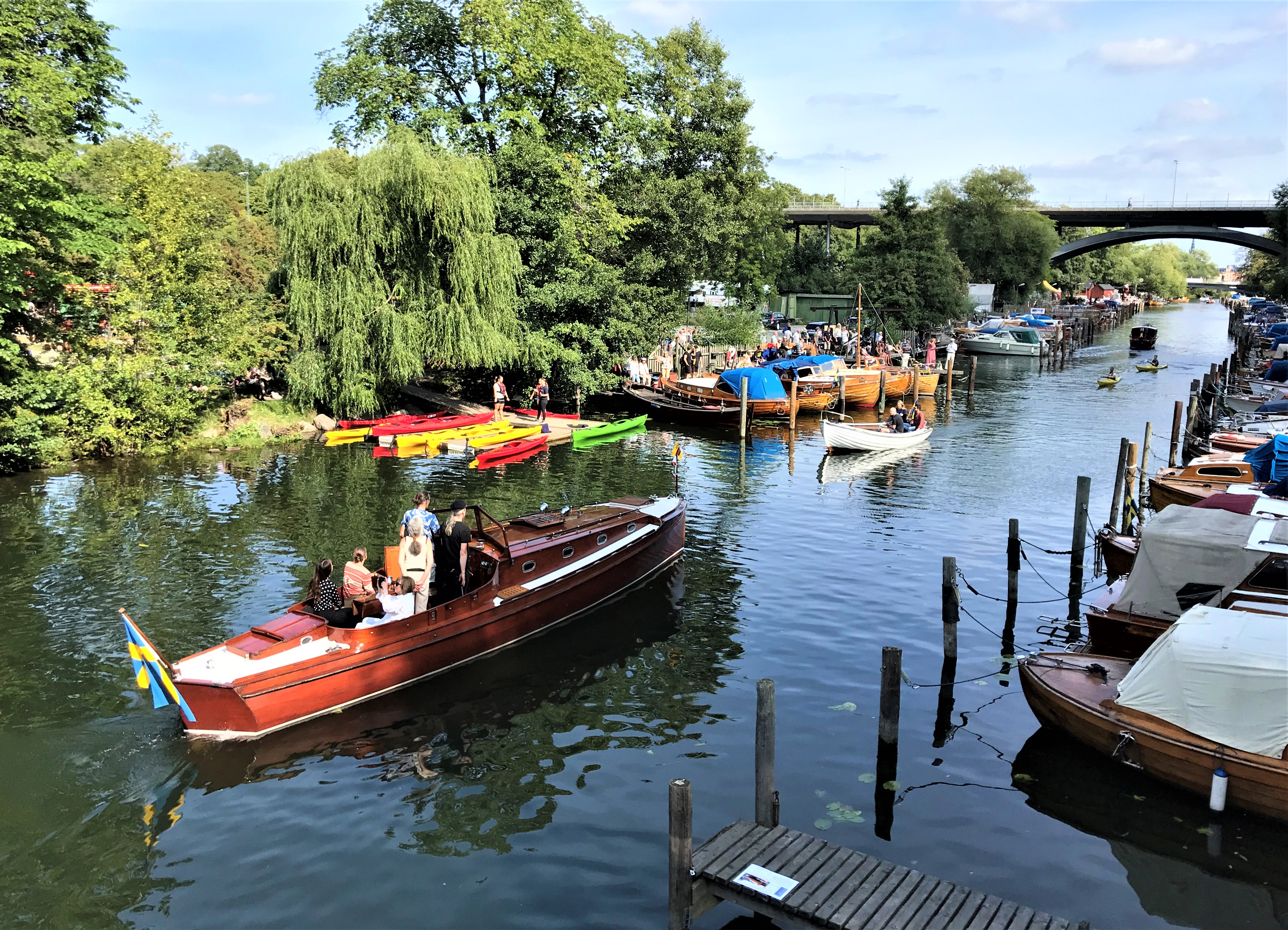
M/Y Valkyrian i Pålsundet i Stockholm, 2019.
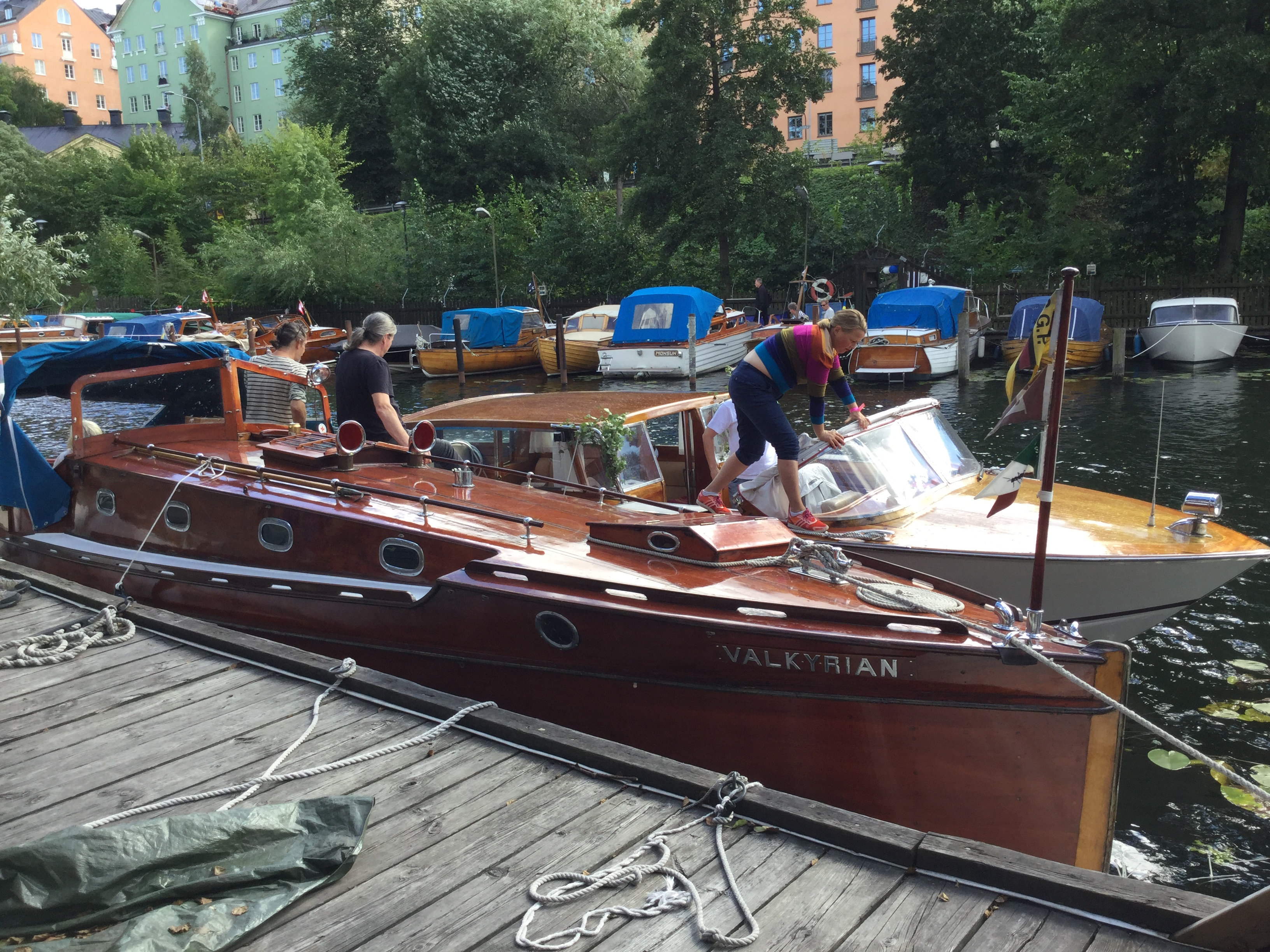
M/Y Valkyrian i Heleneborgs båtklubb i Pålsundet, 2016.